# Ljudmila Jewgenjewna Beloussowa
Ljudmila Jewgenjewna Beloussowa, verh. Protopopowa (russisch Людмила Евгеньевна Белоусова-Протопопова; englisch Ludmila Belousova; * 22. November 1935 in Uljanowsk, Russische SFSR, Sowjetunion; † 26. September 2017 in Grindelwald, Schweiz) war eine sowjetische Eiskunstläuferin, die im Paarlauf startete.

## Leben
Beloussowa wurde 1935 in Uljanowsk geboren, später zog sie mit ihrer Familie nach Moskau. Sie erlernte das Eislaufen erst mit sechzehn Jahren, nachdem sie den österreichischen Film Frühling auf dem Eis mit der Wiener Eisrevue und der Olympiazweiten von 1948 und Europameisterin von 1949, Eva Pawlik aus Österreich, gesehen hatte, die damals ein Spitzenstar europäischer Eisrevuen war und auch in der Rahmenhandlung die Hauptrolle spielte. Als 1951 in Moskau die erste Kunsteisbahn eröffnet wurde, trat Beloussowa in die dortige Eiskunstlauf-Kindertrainingsgruppe ein. 1954 war sie bereits „öffentliche Instruktorin“ für den Eiskunstlaufnachwuchs im Dserschinski-Park und war selbst Mitglied der Jugendgruppe. Nachdem sich ihr Trainingspartner Kirill Guljajew aus der Sportlaufbahn zurückgezogen hatte, beschloss sie Einzelkunstlauf zu betreiben.
Im Jahr 1953 traf Ljudmila Beloussowa, damals Studentin am Moskauer Eisenbahninstitut, bei einem in Moskau ausgetragenen Wettkampf auf Oleg Protopopow. Am 28. August 1954 absolvierten sie ihren ersten gemeinsamen Paarlauf. Nachdem Protopopow bei der Baltischen Flotte in Leningrad diente, wurde Beloussowa ein Wechsel an das Leningrader Eisenbahntransport-Ingenieurinstitut gestattet. Ihr Trainer war zunächst Igor Moskwin, dann Pjotr Orlow, ihre Sportvereine waren Dynamo Leningrad und Lokomotive Leningrad. Anschließend trainierten sie selbständig in Woskressensk bei Moskau, wobei sie von Stanislaw Schuk, den Protopopow noch aus Leningrad kannte, unterstützt wurden. Im Jahr 1957 heirateten sie.

## Karriere

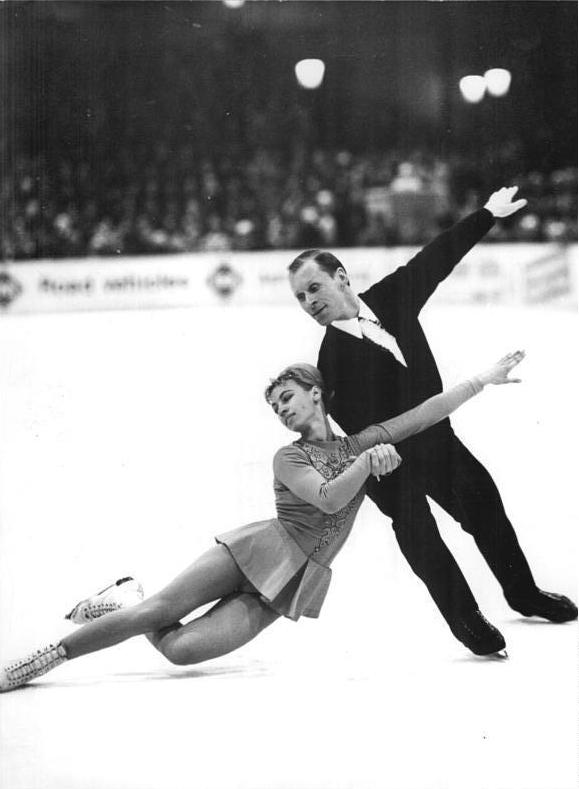
Ljudmila Beloussowa und Oleg Protopopow 1968 in Karl-Marx-Stadt

Sein Debüt bei Welt- und Europameisterschaften hatte das Paar im Jahr 1958. Sie waren zu diesem Zeitpunkt das zweitbeste sowjetische Eiskunstlaufpaar nach Nina und Stanislaw Schuk, hinter denen sie 1957 bis 1959 und 1961 sowjetische Vizemeister wurden. 1960 in Squaw Valley bestritten sie ihre ersten Olympischen Spiele und beendeten sie auf dem neunten Platz.
Im Jahr 1962 wurden Beloussowa und Protopopow zum ersten Mal sowjetische Meister. Sie verteidigten diesen Titel bis 1968 mit Ausnahme des Jahres 1965. Als amtierende sowjetische Meister gewannen sie 1962 auch ihre ersten bedeutenden internationalen Medaillen. In Genf wurden sie Vize-Europameister hinter Marika Kilius und Hans-Jürgen Bäumler und in Prag Vize-Weltmeister hinter den Kanadiern Maria und Otto Jelinek. Sowohl bei den Europameisterschaften 1963 und 1964, wie auch bei den Weltmeisterschaften 1963 und 1964 errangen sie die Silbermedaille hinter Kilius und Bäumler. Bei den Olympischen Spielen 1964 in Innsbruck jedoch gelang es ihnen, die favorisierten Deutschen zu bezwingen. Es war das erste olympische Gold für die Sowjetunion im Eiskunstlauf. 1965 wurden Beloussowa und Protopopow in Moskau zum ersten Mal Europameister und in Colorado Springs zum ersten Mal Weltmeister. Es waren die ersten Titel für die Sowjetunion bei Welt- und Europameisterschaften im Eiskunstlauf. Das Paar konnte den WM-Titel 1966 in Davos, 1967 in Wien und 1968 in Genf verteidigen und ebenso den EM-Titel 1966 in Bratislava, 1967 in Ljubljana und 1968 in Västerås. 1968 verteidigten sie bei den Olympischen Spielen in Grenoble auch ihren Olympiatitel, dabei verwiesen sie ihre Landsleute Tatjana Schuk und Alexander Gorelik auf den Silberrang. Sie waren auf dem Höhepunkt ihrer Karriere angekommen.
1969 bestritten sie ihre letzte Welt- und Europameisterschaft. Beide Male mussten sie sich der Konkurrenz aus dem eigenen Land geschlagen geben. Bei der Europameisterschaft reichte es zu Silber hinter Irina Rodnina und Alexei Ulanow, bei der Weltmeisterschaft wurden sie auch noch von Tamara Moskwina und Alexei Mischin auf den Bronzerang verdrängt. In den Jahren 1970 und 1971 traten Beloussowa und Protopopow noch bei den sowjetischen Meisterschaften an, schafften es aber nicht mehr auf das Podium, 1972 wurden sie noch einmal Dritte. Sie bestachen durch ihre Eleganz, wurden aber nicht mehr für die Olympischen Spiele 1972 in Sapporo nominiert, da der Geschmack inzwischen auf den von Irina Rodnina und Alexej Ulanow verkörperten sportlichen Laufstil umgeschwenkt war und der Verband meinte, Protopopow und Beloussowa seien zu alt.
Ab 1972 traten Beloussowa und Protopopow als Solisten des Eisballets in Leningrad auf. 1979 baten sie während einer Gastspielreise in der Schweiz um Asyl. Sie lebten dann in Grindelwald und besaßen seit 1995 die schweizerische Staatsbürgerschaft.
Auch jenseits des 70. Lebensjahrs traten sie nach wie vor auf. 2003 folgten sie einer Einladung des russischen Sportministers Wjatscheslaw Fetissow und besuchten am 25. Februar 2003 erstmals seit über 20 Jahren wieder ihre russische Heimat.

## Ergebnisse

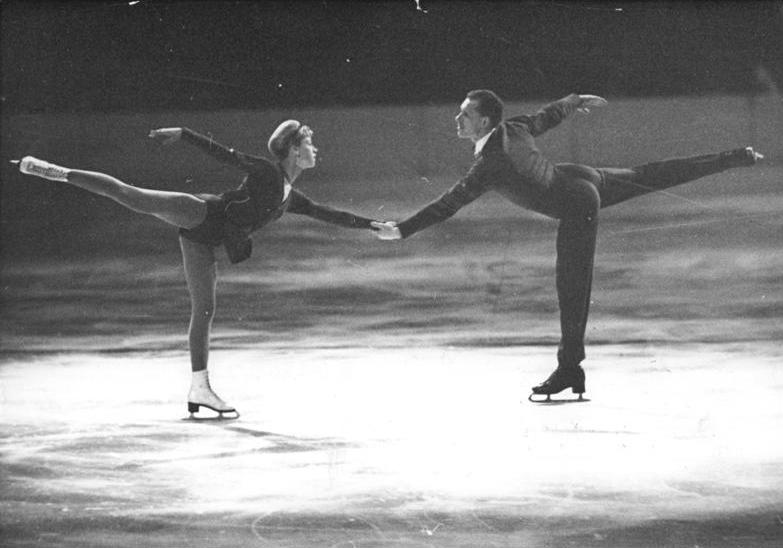
Oleg Protopopow und Ljudmila Beloussowa 1963 in Berlin

### Paarlauf
(mit Oleg Protopopow)
| Wettbewerb / Jahr           | 1955 | 1956 | 1957 | 1958 | 1959 | 1960 | 1961 | 1962 | 1963 | 1964 | 1965 | 1966 | 1967 | 1968 | 1969 | 1970 | 1971 | 1972 |
| --------------------------- | ---- | ---- | ---- | ---- | ---- | ---- | ---- | ---- | ---- | ---- | ---- | ---- | ---- | ---- | ---- | ---- | ---- | ---- |
| Olympische Winterspiele     |      |      |      |      |      | 9.   |      |      |      | 1.   |      |      |      | 1.   |      |      |      |      |
| Weltmeisterschaften         |      |      |      | 13.  |      | 8.   |      | 2.   | 2.   | 2.   | 1.   | 1.   | 1.   | 1.   | 3.   |      |      |      |
| Europameisterschaften       |      |      |      | 10.  | 7.   | 4.   |      | 2.   | 2.   | 2.   | 1.   | 1.   | 1.   | 1.   | 2.   |      |      |      |
| Sowjetische Meisterschaften | 3.   | 4.   | 2.   | 2.   | 2.   |      | 2.   | 1.   | 1.   | 1.   |      | 1.   | 1.   | 1.   | 2.   | 4.   | 6.   | 3.   |